# 신경진 (1575년)
신경진(申景禛, 1575년 ∼ 1643년)은 조선의 무신이다. 본관은 평산(平山)으로 자는 군수(君受), 시호는 충익(忠翼)이다. 임진왜란 때의 무장 신립의 아들이다.

## 생애
임진왜란 당시 충주 탄금대에서 전사한 신립의 아들이라는 이유로 선전관에 올랐으며 이후 무과에 급제하였다. 1614년(광해군 7) 삼가현령(三嘉縣令)을 지냈다.
1623년 구굉, 김유, 이괄, 이귀 등과 함께 군사를 동원, 능양군을 왕으로 추대하여 인조 반정을 거사하였다. 인조 즉위 후 공조 참의의 벼슬을 받았으며. 정사공신 1등에 녹훈되었다. 이괄의 난이 일어났을 때 이괄 등이 추대한 흥안군 이제를 심기원 등과 함께 처형하여 탄핵을 받았다. 1625년 형조판서에 올랐으며 이후 병조판서, 공조판서, 훈련대장을 거쳐 우의정, 좌의정을 지내고 영의정((정1품) 에 이르렀다. 1628년(인조 6) 유효립에 난 진압을 도운 공로로 영사원종공신 1등(寧社原從功臣一等)에 책록되었다. 1651년 인조의 묘정에 배향되었다.
김유와의 관계가 매우 재미있는데 김유와는 아버지의 대부터 친분을 쌓아온 사이이다. 신경진의 아버지 신립은 김유의 아버지 김여물을 부장으로 삼아 탄금대 전투에서 동반 전사했으며 인조 반정에서는 그 반대로 신경진이 김유를 보좌해서 인조 반정을 일으켰다.

## 가족 관계
- 할아버지 : 신화국(申華國)
  - 아버지 : 신립(申砬, 1546 ~ 1592)
    - 남동생 : 신경유(申景裕)
    - 남동생 : 신경인(申景禋)
    - 여동생 : 군부인 평산 신씨(郡夫人 平山 申氏, 1578 ~ 1622) - 선조의 4남 신성군의 정부인
    - 여동생 : 이이첨의 차남 이대엽(李大燁)의 처

  - 장인 : 조정현(趙廷顯, 1549 ~ ?)
  - 장모 : 해주 정씨 - 감찰(監察) 증 승지(贈 承旨) 정원희(鄭元禧)의 딸
    - 부인 : 조효경(趙孝敬, 1573 ~ ?)[5]
      - 장남 : 신준(申埈, 1592 ~ ?)
      - 며느리 : 안동 김씨 - 가선(嘉善) 부사(府使) 김질(金晊)의 딸 
        - 손자 : 신여정(申汝挺)
        - 손자 : 신여식(申汝拭)
        - 손자 : 신여석(申汝晳)
        - 손자 : 신여철(申汝哲)

      - 장녀 : 평산 신씨(1595 ~ ?) - 고흥 류씨 류우엽(柳于燁)의 처
      - 차남 : 신해(申垓, 1598 ~ ?) - 신경인의 양자로 출계
      - 차녀 : 신을생(申乙生, 1605 ~ ?)
      - 사위 : 밀양 박씨 박천구(朴天球)

    - 측실 : 이름 미상
      - 3녀(서녀) : 전주 이씨 영주감(瀛洲監) 이봉령(李鳳齡)[6]의 처
        - 손녀 : 이예임(李禮任, 1634 ~ ?)
        - 손녀 : 이예절(李禮節, 1637 ~ ?)
        - 손자 : 이환(李桓, 1642 ~ ?)
        - 손녀 : 이재임(李再任, 1648 ~ ?)
        - 손자 : 이식(李栻, 1654 ~ ?)
        - 손자 : 이격(李格, 1655 ~ ?)

      - 4녀(서녀) : 이일(李佾)의 처

## 가계
인조의 형제인 능창대군과 신성군의 처족으로, 신경희의 옥사에 연루되어 죽은 신경희의 사촌형이며 신익희의 방계 조상이다.

## 관련 작품

### 드라마
- 《남한산성》 (MBC, 1986년~1987년, 배우:박영태)
- 《서궁》 (KBS 2TV, 1995년~1995년, 배우:박해상)

## 같이 보기
- 인조반정
- 신경희의 옥사
- 충익공 신경진 묘역
- 구굉
- 구사맹
- 김류
- 이괄
- 이귀
- 이서